# 早坂冬男
早坂 冬男（はやさか ふゆお、1901年（明治34年）2月8日 - 1976年（昭和51年）6月10日）は、日本の内務官僚。最後の官選青森県知事。

## 経歴
宮城県加美郡小野田村出身。早坂伊勢松の二男として生まれる。宮城県仙台第二中学校、第二高等学校文科甲類を卒業。1925年11月、高等試験行政科試験に合格。1926年、東京帝国大学法学部英法科を卒業。内務省に入省し千葉県属となる。
以後、山形県、熊本県、新潟県、富山県、岐阜県などで勤務。さらに、大阪府工場課長を経て、1945年、北海道庁内務部長に就任。
1947年3月、青森県知事に就任。県議会議員選挙、知事選挙などを執行して同年4月に知事を退任。その後、公職追放となった。
その後、北海道人事委員会委員長、宮城県副知事（1953-56）、宮城県公安委員会委員長（1972以降）などを務めた。